# Премія «Магрітт» за найкращий фільм
Премія «Магрітт» за найкращий фільм (фр. Magritte du meilleur film) — одна з основних кінематографічних нагород, що надається бельгійською Академією Андре Дельво в рамках національної кінопремії «Магрітт». Премію присуджують найкращому фільму бельгійського, або спільного з іншими країнами виробництва, починаючи з першої церемонії у 2011 році. Лауреатом першої премії «Магрітт» за найкращий фільм стала стрічка «Пан Ніхто» режисера Жако Ван Дормеля.

## Переможці та номінанти
Нижче наведено список фільмів, що отримали цю премію, а також номінанти. Лауреатів виділено окремим кольором та жирним шрифтом

### 2010-і
| Рік         | Назва українською           | Оригінальна назва               | Режисер(и)                                 |
| ----------- | --------------------------- | ------------------------------- | ------------------------------------------ |
| 2010 (1-ша) | Пан Ніхто                   | Mr. Nobody                      | Жако Ван Дормель                           |
| 2010 (1-ша) | Гіркота                     | Amer                            | Елен Катте та Бруно Форцані                |
| 2010 (1-ша) | Барони                      | Les Barons                      | Набіль Бен Ядір                            |
| 2010 (1-ша) | Нелегал                     | Illégal                         | Олів'є Массе-Депасс                        |
| 2011 (2-га) | Гіганти                     | Les Géants                      | Булі Ланнерс                               |
| 2011 (2-га) | За степами                  | Beyond the Steppes              | Ваня д'Алькантара                          |
| 2011 (2-га) | Фея                         | La Fée                          | Домінік Абель та Фіона Гордон              |
| 2011 (2-га) | Хлопчик з велосипедом       | Le Gamin au vélo                | Жан-П'єр та Люк Дарденни                   |
| 2012 (3-тя) | Після кохання               | À perdre la raison              | Жоакім Лафосс                              |
| 2012 (3-тя) | Мрець, що говорить          | Dead Man Talking                | Патрік Рідремонт                           |
| 2012 (3-тя) | Дім на колесах              | Mobile Home                     | Франсуа Піро                               |
| 2012 (3-тя) | 38 свідків                  | 38 témoins                      | Люка Бельво                                |
| 2013 (4-та) | Ернест і Селестіна          | Ernest et Célestine             | Стефан Об'є, Венсан Патар, Бенжамін Реннер |
| 2013 (4-та) | В ім'я сина                 | Au nom du fils                  | Вінсент Ланно                              |
| 2013 (4-та) | Діти Кіншаси                | Kinshasa Kids                   | Марк-Анрі Вайнберг                         |
| 2013 (4-та) | Танго лібре                 | Tango libre                     | Фридерик Фонтейн                           |
| 2013 (4-та) | Світ належить нам           | Le Monde nous appartient        | Стівен Стрекер                             |
| 2014 (5-та) | Два дні, одна ніч           | Deux jours, une nuit            | Жан-П'єр та Люк Дарденни                   |
| 2014 (5-та) | Анрі                        | Henri                           | Йоланда Моро                               |
| 2014 (5-та) | Марш                        | La Marche                       | Набіль Бен Ядір                            |
| 2014 (5-та) | Не в його стилі             | Pas son genre                   | Люка Бельво                                |
| 2014 (5-та) | Смужки зебри                | Les Rayures du zèbre            | Бенуа Мар'яж                               |
| 2015 (6-та) | Надновий заповіт            | Le Tout Nouveau Testament       | Жако ван Дормель                           |
| 2015 (6-та) | Мелоді                      | Melody                          | Бернар Белефруа                            |
| 2015 (6-та) | Упередження                 | Préjudice                       | Антуан Коуперс                             |
| 2015 (6-та) | Усі кішки сірі              | Tous les chats sont gris        | Савіна Делікур                             |
| 2015 (6-та) | Я помер, але у мене є друзі | Je suis mort mais j'ai des amis | Гійом Маландрен та Стефан Маладрен         |
| 2016 (7-ма) | Перший, останній            | Les Premiers, les Derniers      | Булі Ланнерс                               |
| 2016 (7-ма) | Воротар                     | Keeper                          | Гійом Сене та Девід Ламберт                |
| 2016 (7-ма) | Економіка пари              | L'Économie du couple            | Жоакім Лафосс                              |
| 2016 (7-ма) | Парасоль                    | Parasol                         | Валері Розьє                               |
| 2016 (7-ма) | Смерть від смерті           | Je me tue à le dire             | Ксав'є Серон                               |
| 2017 (8-ма) | Весілля                     | Noces                           | Стефан Стрекер                             |
| 2017 (8-ма) | Дива в Парижі               | Paris pieds nus                 | Домінік Абель та Фіона Гордон              |
| 2017 (8-ма) | З нами                      | Chez nous                       | Люка Бельво                                |
| 2017 (8-ма) | Сліпа зона                  | Dode hoek                       | Набіль Бен Ядір                            |
| 2017 (8-ма) | У Сирії                     | InSyriated                      | Філіпп ван Леу                             |
| 2018 (9-та) | Наші битви                  | Nos batailles                   | Гійом Сене                                 |
| 2018 (9-та) | Гіркі квіти                 | Bitter Flowers                  | Олів'є Мейс                                |
| 2018 (9-та) | Мій кет                     | Mon Ket                         | Франсуа Дам'єн                             |
| 2018 (9-та) | Нехай трупи засмагають      | Laissez bronzer les cadavres    | Елен Катте та Бруно Форцані                |
| 2018 (9-та) | Убивці                      | Tueurs                          | Жан-Франсуа Енжен та Франсуа Трукен        |